# Тот, кто рядом
Тот, кто рядом (также известен как Главные в Намсане) (кор. 남산의 부장들, 南山의 部長들, Namsanui bujangdeul) — южнокорейский политический драматический фильм 2020 года режиссёра У Мин Хо. Основанный на одноименном романе, в фильме снимаются Ли Бён Хон, Ли Сун Мин, Квак До Вон, Ли Хи Джун в роли высокопоставленных чиновников корейского правительства и корейского центрального разведывательного управления (англ. KCIA) во время президентства Пак Чон Хи за 40 дней до его убийства в 1979 году.
Премьера фильма состоялась 22 января 2020 года в Южной Корее, где он лидировал по кассовым сборам до 4 февраля 2020 года. В США вышел в прокат 24 января 2020 года. Он был выбран в качестве южнокорейской заявки на лучший международный полнометражный фильм на 93-й церемонии вручения премии Оскар, но не был номинирован.  В Японии фильм вышел в прокат 22 января 2021 года под названием KCIA.

## Аннотация
В 1970-х годах Корея находится под абсолютным контролем президента Пак Чон Хи - посредством «корейского ЦРУ», который контролирует эту организацию, имеющую перед любой ветвью власти в стране преимущество. Директор КЦРУ Ким Гю Пхён почти замещает командующего, но сталкивается с конкуренцией со стороны начальника службы безопасности президента. В разгар царящего страха бывший директор КЦРУ Пак Ён Гак, который знает все о неясных и незаконных операциях правительства, отправляется в изгнание и даёт показания перед Конгрессом США, давая основания для расследования корейского скандала. По мере эскалации напряженности удушающими политическими маневрами тех, кто стремится к власти, ситуация становится взрывоопасной.

## Сюжет
Пак Ён Гак, бывший директор КЦРУ, дает показания против президента Республики Кореи Пак Чон Хи в ходе расследования комитета Сената США. В связи с угрозой публикации Паком своей рукописи о режиме, президент Пак Чон Хи отправляет Ким Гю Пхёна, нынешнего директора КЦРУ, чтобы помешать Пак Ён Гаку опубликовать свою рукопись. Ким Гю Пхён едет в Вашингтон, где они встречаются, и Ким Гю Пхён требует рукопись у Пак Ён Гака. Пак Ён Гак передаёт его, но намекает на коррупцию президента, предполагая, что президент Пак финансово поддерживается офшорными швейцарскими счетами.
Выполнив свою миссию, Ким возвращается в Южную Корею и, следовательно, сталкивается с конфликтом с Квак Сан Чхоном, телохранителем президента Пака. Раскрывается план прослушивания телефонных разговоров президента, и Ким Гю Пхён начинает подозревать профессора, который присутствует при обыске в кабинете президента. В ходе допроса Ким узнает, что агент КЦРУ действовал без его приказа. Он отправляет агента Хам Дэ Ёна в Париж для дальнейшего расследования ситуации.
В Париже с помощью прослушивания телефонных разговоров Хам Дж Ён обнаруживает, что агент КЦРУ действовал не по собственной инициативе, а по приказу Квак Сан Чхона. Благодаря этому выясняется, что Квак Сан Чхон заказал убийство бывшего директора Пак Ён Гака, который посетит Париж. Именно в это время президент Пак даёт директору Ким Гю Пхёну свободу делать с бывшим директором всё, что он пожелает. Ким Гю Пхён, чтобы не уступить Квак Сан Чхону, принимает решение убить Пак Ён Гака.
В Париже находятся две разные команды, и обе с целью убить бывшего директора Пак Ён Гака. Команда Квак Сан Чхона пытается заманить Пак Ён Гака в его комнату, а команда Ким Гю Пхёна пытается похитить его, а затем убить. С помощью помощницы Пак Ён Гака, Деборы Сим, которую используют в качестве приманки, команда директора Ким Гю Пхёна может первой схватить бывшего директора Пак Ён Гака, выманив его из Парижа. Однако у Пак Ён Гака может на мгновение появиться возможность сбежать в соседний город, но его выслеживает Хам Дэ Ён, который быстро убивает его и избавляется от его тела.
Однако президент Пак недоволен поведением Ким Гю Пхёна, отмечая, что Ким Гю Пхён не решил проблему явно украденных финансов, которые были получены Пак Ён Гаком. В результате дружба Ким Гю Пхёна с президентом Паком ещё больше ухудшается, и Пак Чон Хи начинает не доверять Ким Гю Пхёну. Ким Гю Пхён, глубоко потрясён убийством, так как бывший директор был его другом, начинает срываться от стресса.
Через некоторое время после убийства бывшего директора Пак Ён Гака президент Пак и его администрация столкнулись с новой проблемой в виде про-демократических протестов в Пусане и Масане, а также с опасениями, что эти протесты могут распространиться на Сеул. Квак Сан Чхон занимает жёсткую позицию, советуя резкое и быстрое военное вмешательство и объявление военного положения. Ким Гю Пхён предлагает более взвешенный подход и призывает Пак Чон Хи избегать объявления военного положения. Пак Чон Хи, отдавая предпочтение Квак Сан Чхону, объявляет военное положение в стране.
После этого Ким Гю Пхёну говорят, что президент Пак устраивает банкет, но пригласил не его, а Квак Сан Чхона. Ким Гю Пхён всё равно идёт подслушать Пак Чон Хи и Квак Сан Чхона и узнаёт, что Пак Чон Хи рассматривает возможность замены Ким Гю Пхёна. И снова Пак Чон Хи даёт подчинённому разрешение делать то, что они хотят, на этот раз подчинённым является Квак Сан Чхон.
26 октября, Пак Чон Хи проводят церемонию перерезания ленточки. Ким Гю Пхён пытается присоединиться к нему и Квак Сан Чхону у вертолёта, но Квак Сан Чхон не даёт ему присоединиться.  Разъярённый Ким Гю Пхён звонит своим подчинённым с намерением что-либо спланировать. Той ночью Пак Чон Хи приглашает Ким Гю Пхёна на ужин. Это должно быть своего рода извинением, но Ким Гю Пхён остаётся равнодушным.
Во время ужина Ким уходит за своим пистолетом, по пути встречается со своими подчиненными и говорит им, что собирается убить президента Пака. По возвращении в комнату разговор становится накалённым. Кульминацией этого является то, что Ким Гю Пхён стреляет и ранит Квак Сан Чхона в руку. Затем он целится в Пак Чон Хи и тоже стреляет в него. Когда это происходит, подчинённые Ким Гю Пхёна организуют скоординированную атаку на комплекс, где проходит ужин, и убивают оставшихся телохранителей. Ким Гю Пхён пытается прикончить Квак Сан Чхона, но пистолет заклинивает, и он вынужден покинуть комнату, чтобы получить ещё один пистолет от своего подчинённого. Он возвращается в комнату, стреляя и убивая Квак Сан Чхона и убивая Пак Чон Хи выстрелом в голову.
Ким Гю Пхён быстро уходит со своими подчинёнными и видными деятелями, присутствовавшими на территории во время атаки. Ему предоставляется выбор между походом в Намсан или в штаб армии. Главный секретарь президента, будучи свидетелем убийства, предлагает ему отправиться в штаб армии. Ким Гю Пхён обдумывает это, пока экран становится чёрным. Фильм заканчивается текстом, в котором говорится, что Ким решил поехать в штаб армии, где его поймали.

## В ролях
- Ли Сун Мин[англ.] — президент Пак: на основе Пак Чон Хи, 3-го президента Республики Корея и отца экс-президента Пак Кын Хе, 11-го президента Республики Кореи.
- Ли Бён Хон — Ким Гю Пхён: вымышленный главный герой, основанный на образа Ким Джэ Гю, который был 8-м директором КЦРУ с 1976 по 1979 год.
- Квак До Вон[англ.] — Пак Ён Гак: персонаж, основанный на Ким Хён Уке[англ.], который занимал пост 4-го директора КЦРУ с 1963 по 1969 год.
- Ли Хи Джун[англ.] — Квак Сан Чхон: персонаж, основанный на Ча Джи Чхоле[кор.], который занимал пост 3-го директора Службы безопасности президента.
- Ким Со Джин[англ.] — Дебора Сим.
- Со Хён У[англ.] — Чун Ду Хёк: персонаж, основанный на Чон Ду Хване, 10-м директоре КЦРУ и начальнике Командования безопасности обороны, который позже стал 5-м президентом Южной Кореи.
- Пак Джи Иль[англ.] — Ким Ге Хун: персонаж, основанный на Ким Ге Воне[кор.], 5-м директоре КЦРУ, который занимал пост 18-го начальника штаба армии Республики Корея.
- Ким Мин Сан — Чан Сын Хо: персонаж, основанный на Чон Сын Хва[англ.], который служил 22-м начальником штаба армии Республики Корея.
- Пак Сон Гын — Кан Чан Су: персонаж, основанный на Пак Хын Джу[кор.], офицере КЦРУ и армейском полковнике.
- Джи Хён Джун — Хам Дэ Ён, агента КЦРУ.